# Pierre IV Rareș
Pour les articles homonymes, voir Rareș.
 (février 2019).
Pierre IV Rareș  en roumain Petru Rareș, (1487 – 3 septembre 1546) fut voïvode de Moldavie de 1527 à 1538 et de 1541 à 1546. 
La monarchie étant élective dans les principautés roumaines (comme en Hongrie et Pologne voisines), le prince (voïvode, hospodar ou domnitor selon les époques et les sources) était élu par et parmi les boyards et, pour être nommé, régner et se maintenir, s'appuyait fréquemment sur les puissances voisines, hongroise, polonaise ou ottomane.

## Biographie

### Origine
Pierre est un fils illégitime de Étienne III le Grand (roumain : Ștefan cel Mare) et de Maria de Hărlău, il nait en 1487.

### Premier règne
Devenu prince le 20 janvier 1527, il cherche à rétablir de bonnes relations avec la Pologne[Passage contradictoire]. Il lance des expéditions dans le pays des Sicules, et tente de s'emparer de Brașov en 1529. Il s'empare de la Pocoutie en 1530, que Bogdan III l'Aveugle avait rendue à la Pologne en 1510. Pierre Rareș doit rendre ce territoire après la bataille d'Obertyn.
Il prend parti dans la querelle entre Ștefan Mailat, le voïvode de Transylvanie, et Ludovico Gritti, envoyé du sultan turc en Hongrie pour régler le conflit pour la possession du trône de Hongrie entre Ferdinand de Habsbourg et Jean Ier Szapolyai. Ludovico Gritti tente alors une prise de pouvoir en Transylvanie, et provoque un soulèvement général du royaume de Hongrie orientale. Petru Rareș soutient Ștefan Mailat qui s'est assuré de l'appui de Ferdinand de Habsbourg, à la tête d'une armée de Sicules et de Saxons contre Ludovico Gritti, qui est tué. 
En 1538 le sultan Soliman le Magnifique mène lui-même une campagne courte et victorieuse en Moldavie contre Pierre Rareș auquel l'Empire ottoman ne pouvait pardonner son alliance avec les Habsbourg. Pierre Rareș est vaincu par une coalition de Polonais, de Turcs et de Tatars de Crimée. Abandonné par les boyards, il est chassé du trône le 18 septembre 1538 et doit se réfugier à Ciceu, dans sa forteresse transylvaine. La capitale moldave, Jassy, est incendiée.

### Second règne
À Ciceu, Pierre Rareș est un invité bien encombrant et ses anciens alliés lui font comprendre que sa présence compromet leurs tentatives de paix avec le sultan. Rareș se rend donc à Constantinople où il fait sa soumission à la « Sublime Porte » (le contenu de ses coffres y a sans doute été utile). Il est rétabli sur le trône moldave en février 1541 après la mort d'Alexandru III Cornea, avec l'accord des turcs, et un quadruplement du haraç (tribut) qui passe de 3 000 à 12 000 ducats. De plus, dès 1542 le prince de Moldavie doit envoyer son fils Alexandru en otage. Après la mort du jeune prince à Istanbul, ce dernier est remplacé par le futur Ilias II. 
Pierre Rareș meurt le 3 septembre 1546. Il est inhumé, comme son épouse la princesse Elena et leur fils cadet Ștefan, dans l'église du monastère de Probota.

### Protecteur des arts
Le règne de Pierre Rareș fut une époque d'épanouissement de l'art religieux moldave en Bucovine, représenté notamment par les fresques murales de Toma de Suceava. Le prince Pierre Rareș est le fondateur en 1532 du monastère de Moldovița et à l'origine de la restauration de celui de Probota. Il est également l'initiateur de la fondation du monastère d'Humor par le logothète Toader Bubuiog et son épouse Anastasia en 1530-1535.

## Unions et postérité
Le prince Pierre IV Rareș laissa une nombreuse descendance légitime et illégitime :
- de Maria, tuée le 28 juin 1529 :
  - Bogdan, mort le 3 septembre 1534,
  - Ana, morte en 1545 épouse du prince de Valachie Vlad VII Înecatul,
  - Maria, morte en 1614, épouse du boyard Isaac Balică puis de Ioan Movilă de Hudești : ils sont les parents des princes de Moldavie et de Valachie Ieremia Movilă et Simion Ier Movilă,
  - Chiajna, épouse du prince de Valachie Mircea V Ciobanul ;
- de la princesse serbe Elena Branković épousée en 1530, née vers 1502, étranglée en 1552, fille du despote Jovan Branković et d'Elena Jaksić :
  - Ilie II Rareș, né en 1531 prince de Moldavie,
  - Ștefan VI Rareș, né en 1532 prince de Moldavie,
  - Constantin, né en 1542, mort à Constantinople le 26 mars 1554 ;
  - Ruxandra, morte en 1570 fiancée à Ioan Joldea puis épouse du prince de Moldavie Alexandru IV Lăpușneanu.
- d’une liaison avec la saxonne Katherine de Brașov :
  - Iancu Sașul, prince de Moldavie ;
- d’une liaison avec une femme inconnue :
  - Bogdan Constantin, prétendant au trône de Moldavie, mort en 1573.

## Sources
- Grigore Ureche Chronique de Moldavie. Depuis le milieu du XIVe siècle jusqu'à l'an 1594 Traduite et annoté par Emile Picot Ernest Leroux éditeur Paris 1878. Réédition Kessinger Legacy Reprints  (ISBN 9781167728846), p. 279-317 et 337-357.
- Alexandru Dimitrie Xenopol Histoire des Roumains de la Dacie trajane : Depuis les origines jusqu'à l'union des principautés Tome I des origines à 1633. Éditeur Ernest  Leroux Paris (1896)
- (ro) Constantin C. Giurescu & Dinu C. Giurescu, Istoria Românilor Volume II (1352-1606), Editura Ştiinţifică şi Enciclopedică, Bucureşti, 1976, p. 271-284.
- Jean Nouzille La Moldavie, Histoire tragique d'une région européenne, Ed. Bieler  (ISBN 2-9520012-1-9).